# Daisuke Sato
Daisuke Caumanday Sato (jap. 佐藤 大介, ur. 20 września 1994 w Davao) – filipiński piłkarz japońskiego pochodzenia grający na pozycji lewego wahadłowego w klubie One Taguig FC.

## Kariera juniorska
Sato grał jako junior w Urawa Red Diamonds (do 2012) i Sendai University FC (2012–2014).

## Kariera seniorska

### Azjatyckie kluby
1 marca 2014 Sato przeszedł do Global FC. Rozegrał dla nich 35 meczów i strzelił 6 goli. 24 czerwca 2019 przeniósł się do Muangthong United. W ich barwach wystąpił 17 razy i zdobył jedną bramkę. 7 lipca 2021 został zawodnikiem Suphanburi FC. Rozegrał dla nich 14 meczów, nie strzelił żadnego gola. 1 stycznia 2022 trafił do Ratchaburi Mitr Phol FC. W ich barwach wystąpił 14 razy, nie zdobył żadnej bramki. 1 czerwca 2022 przeszedł do Persib Bandung, dla którego rozegrał 44 mecze i strzelił 2 gole. 10 lutego 2024 przeniósł się do Davao Aguilas FC. W ich barwach wystąpił 10 razy, nie zdobył żadnej bramki. 1 września 2024 został zawodnikiem One Taguig FC.

### Europejskie kluby
10 lipca 2016 Sato przeniósł się do CSM Politehnica Jassy. W ich barwach wystąpił 26 razy, nie zdobył żadnej bramki. 1 lipca 2017 trafił do AC Horsens. Dla pierwszej drużyny rozegrał 4 mecze (bez bramek), a w rezerwach 3 (bez bramek). 8 stycznia 2018 został zawodnikiem Sepsi Sfântu Gheorghe. W ich barwach wystąpił 45 razy, nie zdobył żadnej bramki.

## Kariera reprezentacyjna

### Filipiny
Sato zadebiutował w reprezentacji Filipin 11 kwietnia 2024 w meczu z Nepalem (3:0). Pierwszą bramkę zdobył 6 września 2014 w przegranym po dogrywce 2:3 spotkaniu przeciwko Mjanmie.

### Bramki w reprezentacji
| Lp. | Data              | Miejsce                        | Przeciwnik  | Bramka | Rezultat | Ranga meczu                  |
| --- | ----------------- | ------------------------------ | ----------- | ------ | -------- | ---------------------------- |
| 1.  | 6 września 2014   | Rizal Memorial Stadium, Manila | Mjanma      | 1:1    | 2:3      | Puchar Pokojowy Filipin 2014 |
| 2.  | 14 listopada 2014 | Rizal Memorial Stadium, Manila | Kambodża    | 1:0    | 3:0      | Mecz towarzyski              |
| 3.  | 13 czerwca 2017   | Stadion Pamir, Duszanbe        | Tadżykistan | 4:2    | 4:3      | el. do Pucharu Azji 2019     |